# Pantocrátor

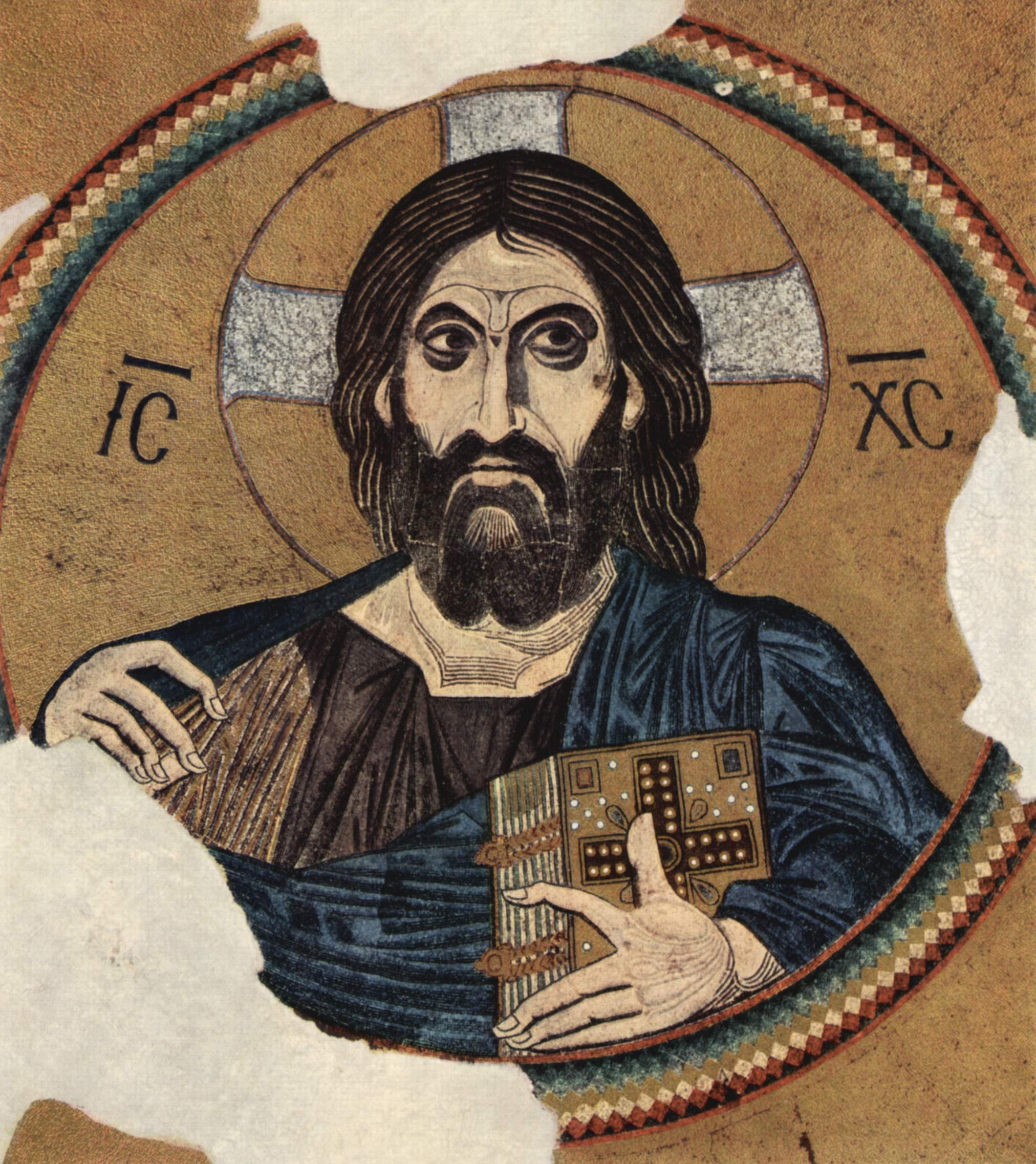
Pantocrátor de Dafni, Grecia, sobre 1080-1100.

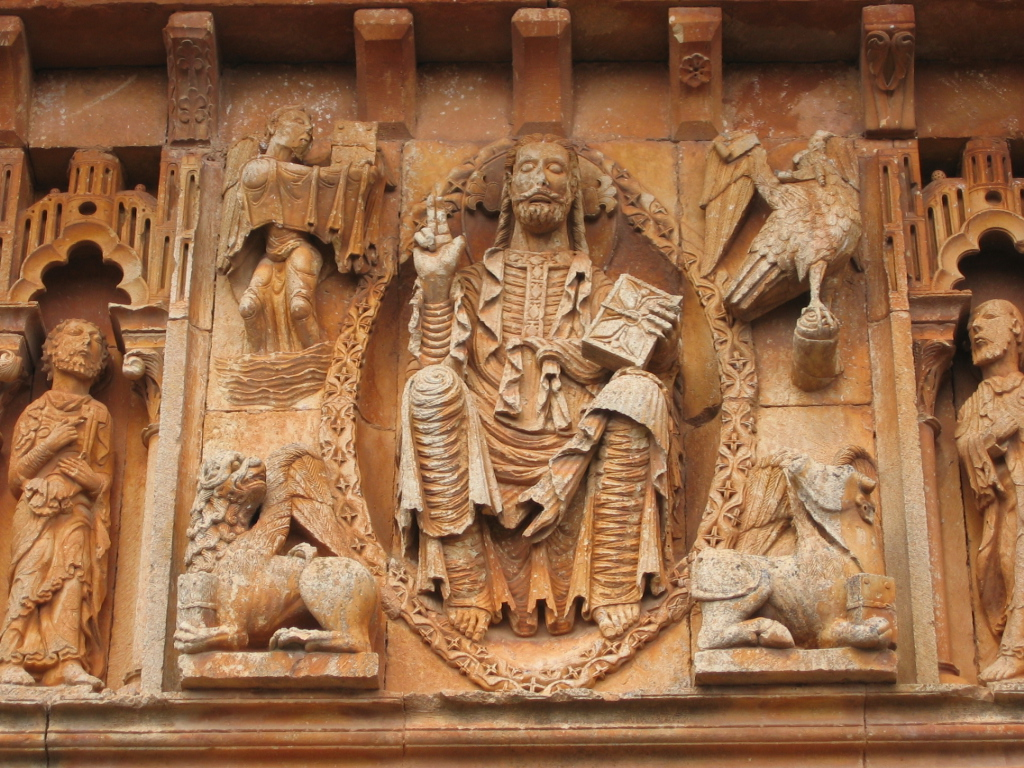
El simbolismo del Pantocrátor es habitualmente confundido con el de Maiestas Domini, como en este caso, en el pórtico de la iglesia de San Juan Bautista en Moarves de Ojeda (Provincia de Palencia, España). Sin embargo, en el Pantocrátor únicamente se representa el busto.

Pantocrátor («todopoderoso», del griego παντοκράτωρ, compuesto de παντός —en español, «todo»— y de un derivado de κρατός —en español, «fuerza» o «poder»—) es una representación de Dios Todopoderoso típica del arte bizantino y románico. Aparece mayestático, con la mano derecha levantada para impartir la bendición y portando en la izquierda las Sagradas Escrituras.
Dos son los lugares habituales para exhibir el pantocrátor en las iglesias: en el exterior, en los tímpanos de las portadas, esculpido en piedra; o en el interior, pintado en las bóvedas de horno de los ábsides. En todo caso, se suele enmarcar en un cerco oval conocido como mandorla (del italiano mandorla, «almendra») y ocupan el espacio adyacente las cuatro figuras del tetramorfos, es decir, alegorías de los cuatro evangelistas.

## Significado

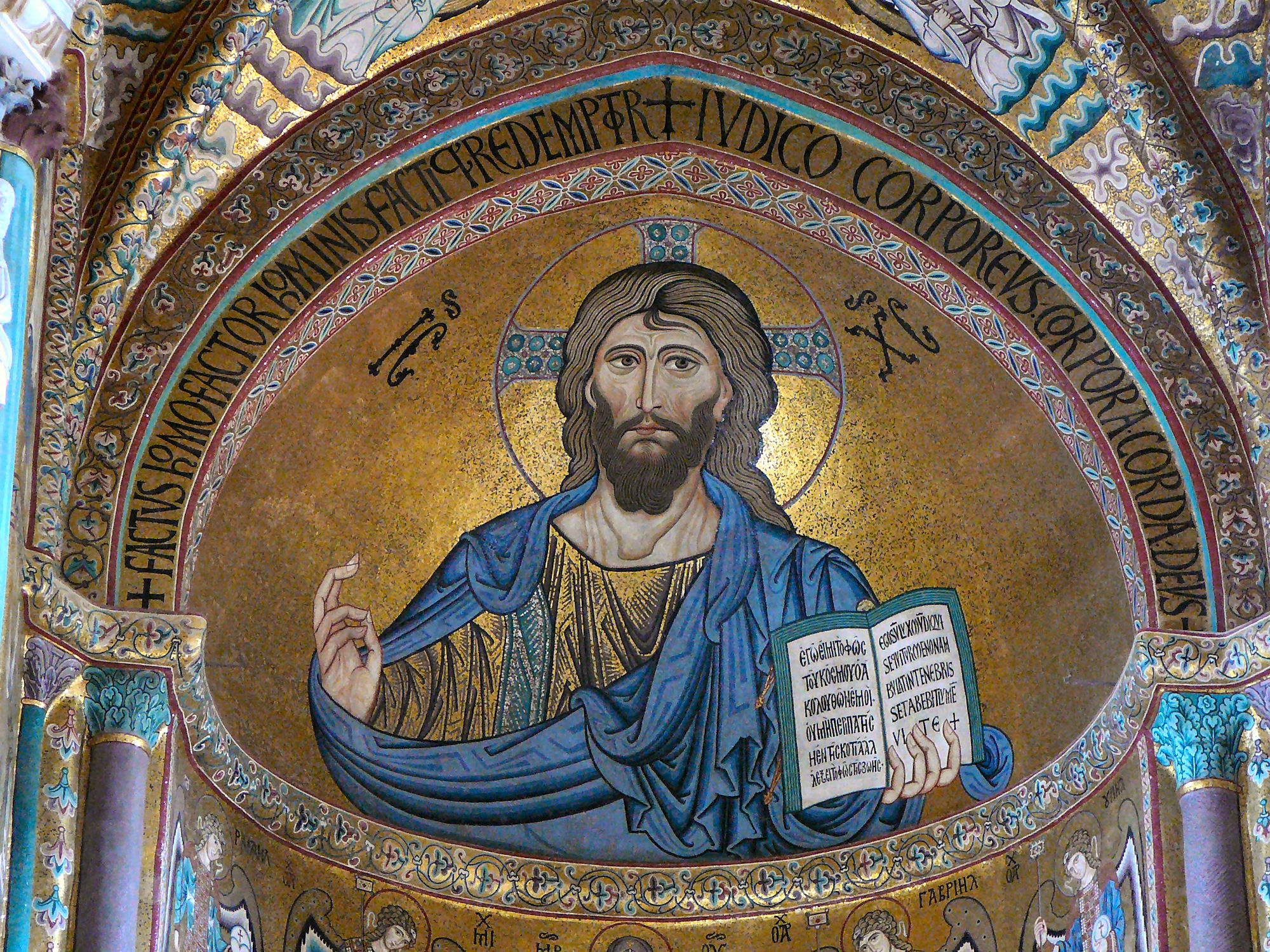
Mosaico de Cristo Pantocrátor de estilo bizantino en la Catedral de Cefalù, Sicilia

La traducción más común de «pantocrátor» es «todopoderoso». Otras posibles son la más literal «soberano de todo», o «sustentador del mundo». Las iglesias protestantes no utilizan este calificativo. 
En el arte, otras expresiones plásticas relacionadas con el pantocrátor son la Maiestas Domini y la déesis.

## Usos en el Nuevo Testamento
En el Nuevo Testamento, el término «pantocrátor» aparece una vez en la Segunda carta a los corintios de san Pablo y nueve veces en el Apocalipsis.